# Слободянюк, Михаил Васильевич
Михаил Васильевич Слободянюк (укр. Михайло Васильович Слободянюк, род. 22 марта 1952, Новочеркасск) — украинский военный, историк, музейщик и общественный деятель. Кандидат исторических наук. Полковник запаса, заместитель главного редактора Львовского военно-исторического альманаха "Цитадель", младший научный сотрудник Центра украинских военных традиций и патриотического воспитания НИИ украиноведения НОН Украины, заведующий Музеем истории Национальной академии сухопутных войск имени гетмана Петра Сагайдачного. Куратор секции военной эмблематики и униформологии Украинского геральдического общества. Автор семи книг и многочисленных публикаций.

## Биография
С 1969 по 1974 год учился в Киевском высшем военном инженерном училище связи.
В 1974 — 1989 годах служил в войсках Забайкальского военного округа.
С 1989 по 1991 год — начальник связи 170-го танкового Кировоградского Краснознаменного Кировоградского полка 51-й гвардейской мотострелковой дивизии Прикарпатского военного округа.
В 1991 — 1994 годах, по окончании командного факультета Военной Академии связи работал начальником штаба 4999-й базы хранения вооружения и техники (войск связи) в д. Воля-Высоцкая Жолковского района (ныне — Львовского района) Львовской области.
В 1994 — 2004 годах — старший офицер, начальник отделения, заместитель начальника Центра территориальной обороны Западного оперативного командования; где занимался вопросами создания и развития в Украине территориальной обороны.
После выхода на пенсию, в 2006 — 2009 годах — заведующий музеем Львовского института Сухопутных войск Национального университета «Львовская политехника» (с 1 сентября 2009 года - Академии сухопутных войск имени гетмана Петра Сагайдачного).
Летом 2018 года защитил кандидатскую диссертацию «Предпосылки, появление и становление нарукавной эмблематики Сухопутных войск Вооруженных Сил Украины».
По состоянию на ноябрь 2018 — полковник запаса, заместитель главного редактора Львовского военно-исторического милитарного альманаха "Цитадель", младший научный сотрудник Научного центра Сухопутных войск, заведующий Музеем истории Национальной академии сухопутных войск имени гетмана Петра Сагайдачного.

## Общественная деятельность
Куратор секции военной эмблематики и униформологии Украинского геральдического общества.

## Публикации
Автор шести монографий на темы военной истории, символики и униформологии, автор публикаций в периодических изданиях «Знак», «Научные записки Львовского исторического музея», «Цитадель: Львовский милитарный альманах», «Народная Армия», «Армия Украины», Военно-исторический альманах Центрального музея Вооруженных Сил Украины, «Униформа» и других.
Книги

1. Відродження з попелу. Генеза нарукавних емблем Збройних Сил України. Історичний нарис і символіка 66-ї гвардійської механізованої дивізії та 15-ї окремої гвардійської механізованої бригади: Монографія (укр.). — Киев, 2005.
2. Сухопутні війська України: Історія та символіка 8-го армійського корпусу (укр.). — Львов: Астролябія, 2011. — 226 с. — ISBN 978-966-8657-51-1.
3. Сухопутні війська України: Історія та символіка 13-го армійського корпусу (укр.). — Львов: Астролябія, 2011. — 226 с. — ISBN 978-617-664-005-9.
4. З'єднання і військові частини сучасних Збройних Сил України в роки Другої світової війни: Матеріали до формування української військової традиції (укр.) / Слободянюк М. В., Фешовец О. В.. — Львов: Астролябія, 2015. — 216 с. — ISBN 978-617-664-067-7.
5. Сухопутні війська України: Нарукавна символіка (1992—2012) (укр.) / Михайло Слободянюк. — Львов: Астролябія, 2017. — 286 с. — (Бібліотека «Цитаделі»). — ISBN 978-617-664-157-5.
6. Нариси історії Академії сухопутних військ України. // Колективна збірка.
7. Високомобільні десантні (Аеромобільні) війська України. 1991–2017 (укр.) / Слободянюк М. В., Фешовець О. В.. — Львов: Астролябія, 2018. — 200 с. — ISBN 978-617-664-113-1.
8. Без паніки! Як вижити, боротися й перемогти під час бойових дій: Порадник для цивільного населення (укр.) / Укл. Олександр Дєдик, Михайло Слободянюк, Олег Фешовець. — Львов: Астролябія, 2019. — 160 с. — ISBN 978-617-664-162-9.

Другие основные публикации

1. Нарукавні знаки підрозділів верифікації Збройних Сил України // Знак. — 1996. — Ч. 12. — С. 14.
2. Емблеми 72-ї механізованої дивізії Збройних Сил України // Знак. — 1997. — Ч. 13. — С. 13.
3. Емблематика 93-ї механізованої дивізії // Знак. — 1997. — Ч. 14. — С. 10.
4. Символи ратної слави: емблеми 30-ї танкової дивізії // Знак. — 1998. — Ч. 15. — С. 9.
5. Символіка Внутрішніх військ України // Знак. — 1999. — Ч. 18. — С. 1.
6. Символіка найстаршого військового формування Збройних Сил України // Знак. — 1999. — Ч. 19. — С. 8—9.
7. Перша емблема частин зв'язку Збройних Сил України // Знак. — 2000. — Ч. 20. — С. 10.
8. Емблема українсько-румунсько-угорського батальйону «Тиса» // Знак. — 2000. — Ч. 21. — С. 11.
9. Символ Національної Гвардії України // Знак. — 2000. — Ч. 22. — С. 12.
10. Емблеми українсько-польського батальйону // Знак. — 2001. — 23. — С. 11.
11. Герб бази пунктів управління Західного оперативного командування // Знак. — 2001. — Ч. 24. — С. 7.
12. Штандарти Міністра оборони України та начальника Генерального штабу Збройних Сил України // Знак. — 2001. — Ч. 25. — С. 11.
13. Символіка українських миротворців у Південному Лівані // Знак. — 2002. — Ч. 26. — С. 9.
14. Символіка миротворців у Сьєрра-Леоне // Знак. — 2002. — Ч. 27. — С. 11.
15. Емблема 51-ї окремої механізованої бригади // Знак. — 2002. — Ч. 28. — С. 11.
16. Символи України в пустелі Кувейту // Знак. — 2003. — Ч. 29. — С. 9.
17. Символи українського флоту (спільно з О. Хлобистовим) // Знак. — 2003. — Ч. 29. — С. 10-11.
18. Символіка військових комісаріатів Західного оперативного командування // Знак. — 2003. — Ч. 31. — С. 11.
19. Нарукавна емблема 6-ї окремої механізованої бригади Збройних Сил України в Іраку // Знак. — 2004. — Ч. 32. — С. 11.
20. До питання про створення нарукавної емблеми приналежності військовослужбовців до Збройних Сил України // Знак. — 2004. — Ч. 33. — С. 11.
21. Нарукавна емблема управління Західного оперативного командування // Знак. — 2004. — Ч. 34. — С. 10.
22. Символіка львівських миротворців в Іраку // Знак. — 2005. — Ч. 36. — С. 7.
23. Перший офіційно затверджений герб у Збройних Силах України // Знак. — 2006. — Ч. 38. — С. 4.
24. Символіка Мукачівського ліцею з посиленою військово-фізичною підготовкою // Знак. — 2006. — Ч. 39. — С. 10—11.
25. Відзнаки Головнокомандувача Військово-Повітряних Сил Збройних Сил України // Знак. — 2007. — Ч. 41. — С. 10.
26. Створення системи військової символіки Львівського інституту Сухопутних військ ім. Гетьмана П. Сагайдачного Національного університету «Львівська політехніка» // Знак. — 2008. — Ч. 44. — С. 7.
27. 165-й батальйон матеріально-технічного забезпечення // Знак. — 2008. — Ч. 45. — С. 8—9.
28. Перші спроби введення у Збройних Силах України символіки душпастирської служби // Знак. — 2009. — Ч. 47. — С. 4-5.Атрибуція полотен Ю. Лукашевича методом історико-предметної експертизи // Наукові записки Львівського історичного музею. — 2008. — Вип. XII. 31. Загадка однієї картини (Атрибуція полотна пензля художника Ю. Лукашевича з чинами лейб-гвардії Подольського кирасирського полку із збірки Львівського історичного музею) // Музей XXI століття: актуальні проблеми сьогодення. Матеріали науково-практичної конференції до 115-ї річниці Львівського історичного музею. — Львів, 2008.
29. Метод історико-предметної експертизи батального живопису та фотографій // Цитаделя. — 2009. — Ч. 1. — С. 6—9.
30. Новий Калинів: з історії військового селища // Цитаделя. — 2009. — Ч. 1. — С. 80-85.
31. Дракон з Дрогобича. (Історія і символіка 15-го гвардійського реактивного артилерійського полку) // Цитаделя. — 2009. — Ч. 1. — С. 87—92.